# Rodná
Rodná település Csehországban, a Tábori járásban. Rodná Vodice, Dolní Hrachovice, Bradáčov, Dolní Hořice, Pohnání, Smilovy Hory és Mladá Vožice településekkel határos. Lakosainak száma 95 fő (2024. január 1.).

## Népesség
A település lakosságának változását az alábbi diagram mutatja:
| Lakosok száma | 436  | 412  | 371  | 220  | 155  | 115  | 95   | 96   | 97   | 95   |
|               | 1869 | 1890 | 1921 | 1950 | 1980 | 2001 | 2017 | 2019 | 2022 | 2024 |